# Hans Waldenström
Hans Paul Christer Waldenström, född 27 december 1941 i Danderyds församling i Stockholms län, är en svensk språkvårdare och tidigare programpresentatör på dåvarande TV2.
Waldenström tog examen i nordiska språk och litteraturhistoria vid Stockholms universitet och anställdes på 70-talet som hallåman vid Sveriges Radio och Sveriges Television. 1993–2007 var Waldenström språkvårdare vid Sveriges Radio, Sveriges Television och Sveriges Utbildningsradio. Han tilldelades Svenska Akademiens språkvårdspris 2007.
Han är son till sjökaptenen Paul Birger Waldenström och Ingrid Elisabet, ogift Malmbeck, samt sonson till Esaias Waldenström och sonsons son till P.P. Waldenström. Han gifte sig 1973 med Agneta Eriksson (född 1941).